# Бисизоцианат сульфонила
Бисизоцианат сульфонила — неорганическое соединение,
изициановый ангидрид серной кислоты
с формулой SO2(NCO)2,
бесцветная жидкость,
разлагается в воде.

## Получение
- Реакция бромциана и триоксида серы с последующей фракционной перегонкой продуктов реакции:

{\displaystyle {\mathsf {2SO_{3}+2BrCN\ {\xrightarrow {-20^{o}C}}\ SO_{2}(NCO)_{2}+Br_{2}+SO_{2}}}}

## Физические свойства
Бисизоцианат сульфонила образует бесцветную жидкость.

## Химические свойства
- Бурно реагирует с водой с образованием сульфамида:

{\displaystyle {\mathsf {SO_{2}(NCO)_{2}+2H_{2}O\ {\xrightarrow {}}\ (NH_{2})_{2}SO_{2}+2CO_{2}}}}